# Římskokatolická farnost Lukov u Moravských Budějovic
Římskokatolická farnost Lukov u Moravských Budějovic je územní společenství římských katolíků s farním kostelem Narození svatého Jana Křtitele v moravskobudějovickém děkanství.

## Historie farnosti
Obec Lukov byla již ve 13. století větší osadou s kostelem a samostatnou duchovní správou pod patronátem tišnovského kláštera. Pro nedostatek kněží byla však farnost roku 1638 spravována z Moravských Budějovic, v roce 1663 byla opět v obci zřízena duchovní správa. Farní kostel prošel během století řadou stavebních úprav, zejména v osmnáctém století a na začátku století dvacátého. 

## Duchovní správci
Farnost spravovali salesiáni z komunity v Moravských Budějovicích. Od 1. září 2011 byl administrátorem excurrendo P. Pavel Krejčí, SDB. K 1. srpnu 2020 byl administrátorem excurrendo ustanoven R. D. Miloš Mičánek z Moravských Budějovic. 

## Bohoslužby
| Kostel                         | Místo                        | Bohoslužba (den) | Hodina                         | Poznámka     |
| ------------------------------ | ---------------------------- | ---------------- | ------------------------------ | ------------ |
| Narození svatého Jana Křtitele | Lukov u Moravských Budějovic | neděle čtvrtek   | 9.00 16.00 (zima)/18.00 (léto) | farní kostel |

## Kněží pocházející z farnosti
Rodákem z farnosti je Jan Bula, popravený v roce 1952. Jeho památku připomíná od září 2016 pamětní síň na faře. Mezi exponáty je jeho ornát i obrazy, které sám namaloval. Lukovská síň připomíná také selské rodiny, které byly z Lukova i přifařených Vícenic ve stejném období násilně vystěhovány k zastrašení ostatních.

## Aktivity ve farnosti
Den vzájemných modliteb farností za bohoslovce a bohoslovců za farnosti brněnské diecéze i Adorační den připadá na 13. únor.
Ve farnosti se každoročně koná tříkrálová sbírka. V roce 2017 činil výtěžek sbírky v Lukově 9 972 korun.